# Château de Saint-Germain (Gaugeac)
Pour les articles homonymes, voir Château de Saint-Germain.
Le château de Saint-Germain, ou château Saint-Germain, situé sur la commune de Gaugeac, dans le département de la Dordogne en région Nouvelle-Aquitaine, peut être considéré comme un fortin avancé du très puissant château de Biron qui lui, ne pouvait ni surveiller, ni contrôler la circulation dans la vallée étroite du Dropt.
Depuis 1984, il fait l'objet d'une inscription et d'un classement au titre des monuments historiques.

## Historique
Le château de Saint-Germain commande le débouché, dans la vallée du Dropt, d’un vallon descendant du nord du plateau où se dressait le château de Bonneville, depuis longtemps disparu. Son but était manifestement de commander ce point important pour la circulation, dans cette région de plateaux boisés et broussailleux.
Les documents qui auraient pu renseigner sur l’histoire étaient dans les archives de Biron et ils ont disparu avec celles-ci, soigneusement brûlées au moment de la Révolution. On trouve néanmoins ici et là quelques traces de ce château et de ses seigneurs ainsi que d’une paroisse dédiée à saint Germain, à laquelle évidemment le château doit son nom.
Au temps de saint Louis, le seigneur de Saint Germain était le plus ancien vassal du puissant seigneur de Biron.
Il participe avec Guillaume de Biron, son suzerain, à la première croisade en 1124. Ils partiront tous les deux de l’abbaye de Cadouin.
Le seigneur de Saint Germain avait en outre le privilège de tenir la bride du cheval de la Dame de Biron quand elle faisait sa première entrée dans la cour du château. Elle s’asseyait et Saint Germain, à genoux, les mains jointes, sans arme, lui demandait d’agréer son hommage et lui prêtait l’hommage lige avec serment de fidélité.
Lorsqu’il regagnait son manoir, il recevait en souvenir le cheval, le harnais, et la robe même que portait la Dame de Biron le jour de la cérémonie.
L’ancienne coutume du Périgord permettait de se battre en duel pour châtier le coupable d’un crime. En 1310, Hugues de Saint Germain tua sa sœur d’un coup de dague. Aimeric de Biron, ayant voulu l’en réprimander, Hugues répartit avec insolence ; il accepta de se rendre à Molières, en armes et à cheval, le mardi après la Saint Jacques. Le sénéchal anglais assistait à la rencontre. Hugues fut vaincu et tué dans le combat. Comme il était coupable d’un crime capital, ses biens furent confisqués au profit du duc de Guyenne. Le sénéchal félicita même Aimeric de Biron et lui fit restituer les sommes dépensées pour la rencontre.
Le château de Saint-Germain jouera son rôle au moment des guerres de Religion. Il abritait une garnison tantôt catholique, tantôt protestante, au hasard du destin des armes.
Le 28 décembre 1984, la famille propriétaire du château, l'a fait inscrire au titre des monuments historiques et trois cheminées du premier étage ont été classées.
De nombreux films de cape et d’épée ont utilisé le décor de Saint-Germain pour y tourner des scènes d’action et en particulier une séquence de La Fille de d'Artagnan avec Philippe Noiret et Sophie Marceau.
Le château fêtera ses 900 ans en 2024.

## Architecture
Le corps de logis, tourné vers la vallée, est encadré par deux tours rondes mais une seule de ces tours est très importante et c’est celle-ci qui est caractéristique du rôle confié à ce petit château. Elle surveille (de son poste de guet demeuré intact) et elle commande (par sa canonnière principale) le point où le chemin venant de Bonneville aboutissait au grand chemin de Monpazier à Villeréal.
C’est vraisemblablement au XVIIe siècle que le château a subi sa première « modification » architecturale. Les deux tours furent découronnées. Le seigneur de Biron les fit, dit-on, découronner à coups de canon, le châtelain de l’époque s’étant vanté de voir, de leurs lucarnes hautes, le seigneur suzerain dans sa salle à manger et sa femme dans sa chambre à coucher.
Au corps de logis principal ont été adjoints, à différentes époques, des bâtiments divers avec plus ou moins de réussite. Du côté vallée, au premier étage, de grandes fenêtres ont été ouvertes pour donner de la lumière aux grandes pièces. Au second étage où subsistent des cheminées monumentales, les fenêtres à meneaux sont intactes.
La porte et la fenêtre de la tour hexagonale et l’escalier hélicoïdal sont dans leur état d’origine.
Deux tours ont été construites plus tardivement. Dans l’une de ces tours se trouve la chapelle dans laquelle a eu lieu le mariage du fils du philosophe Maine de Biran au début du XXe siècle.